# Car alegoric

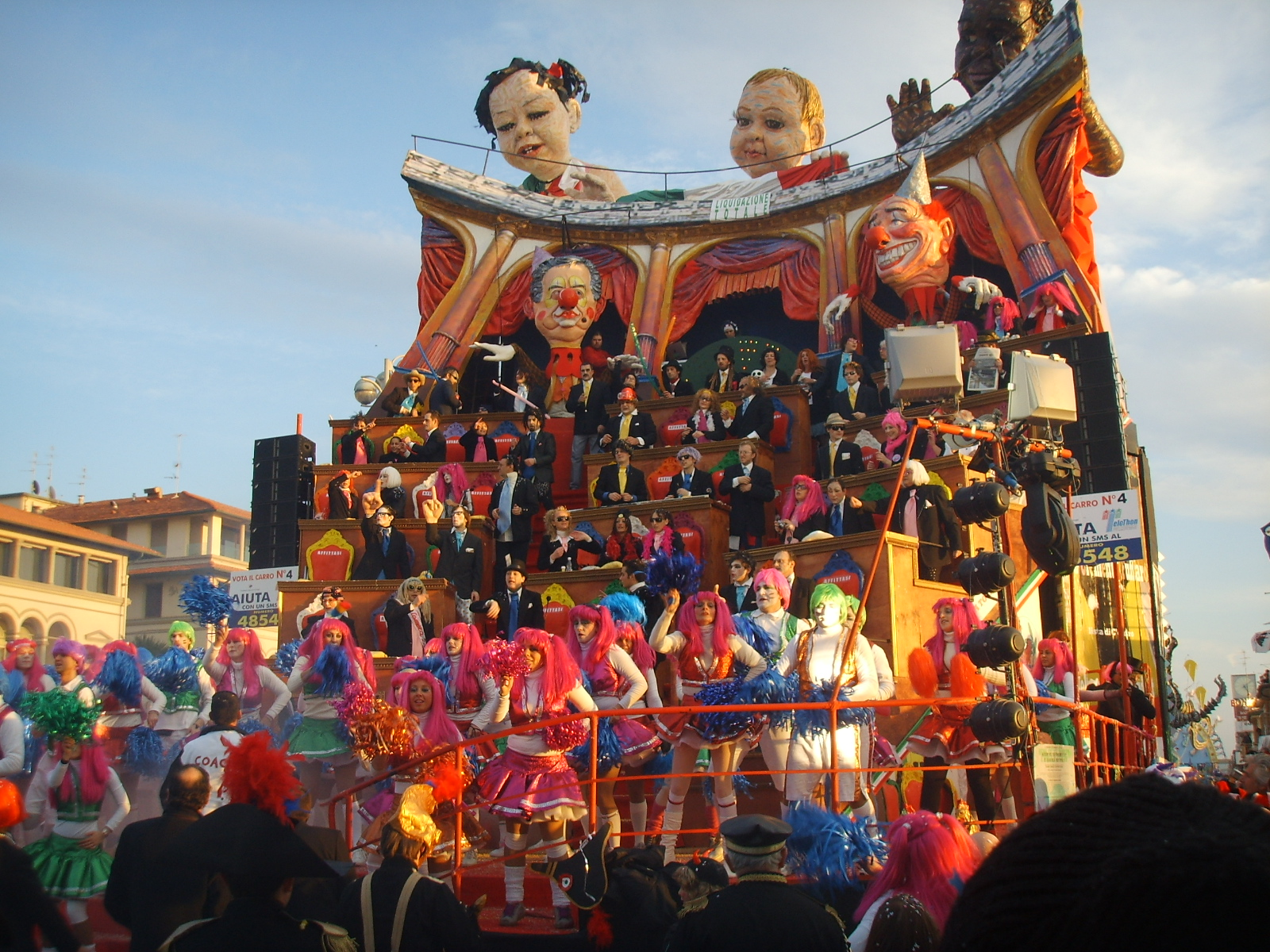
Car alegoric, Italia

Carul alegoric este un vehicul prevăzut cu o platformă pe care se reprezintă o scenă simbolică și cu care se defilează la unele sărbători.